# Nonette-Orsonnette
Nonette-Orsonnette é uma comuna francesa na região administrativa de Auvérnia-Ródano-Alpes, no departamento de Puy-de-Dôme. Estende-se por uma área de 10.65 km². Em 2010 a comuna tinha 604 habitantes (densidade: 56,7 hab./km²).
Foi criada em 1 de janeiro de 2016, a partir da fusão das antigas comunas de Nonette e Orsonnette.